# 近鉄270系電車

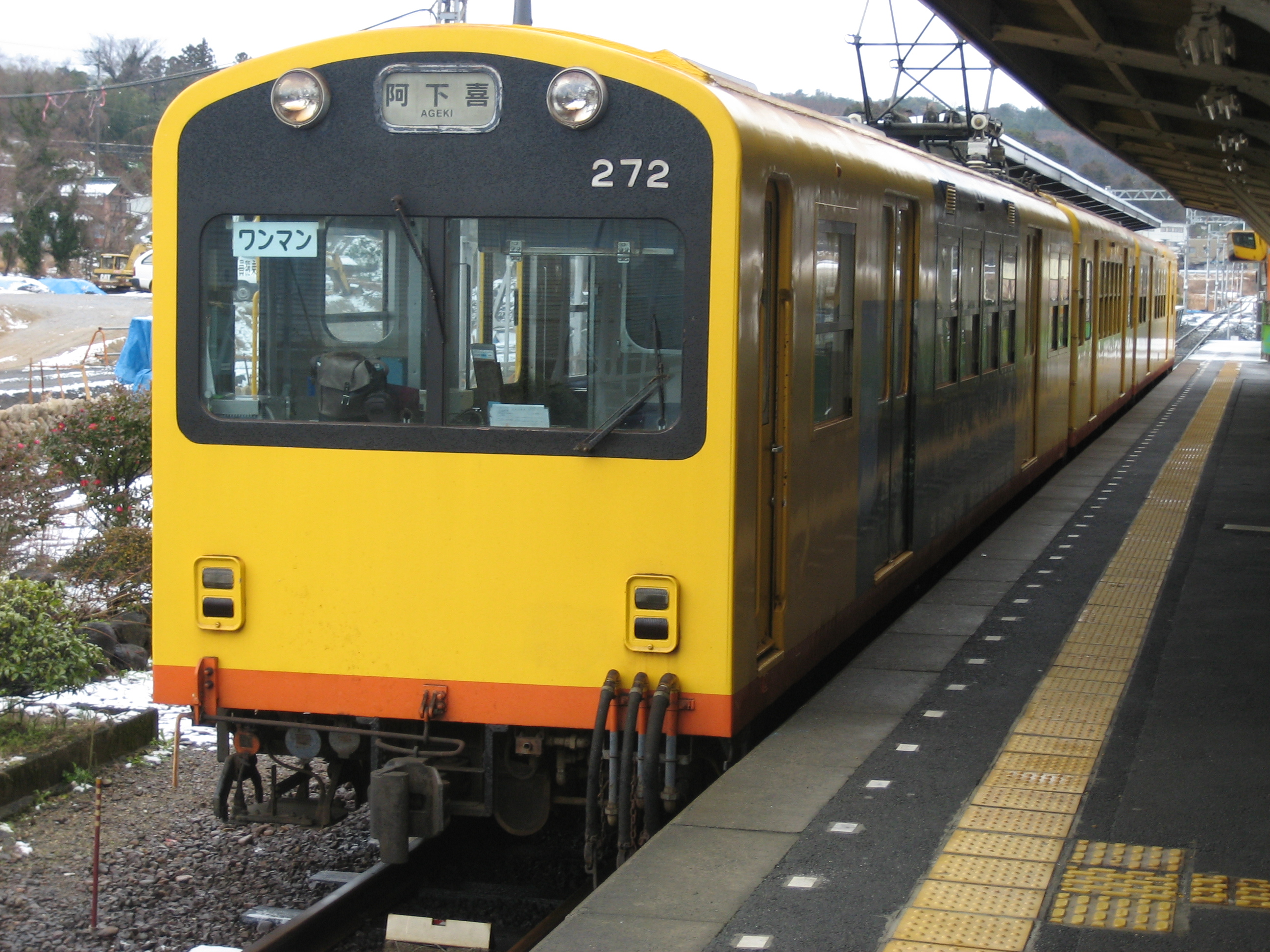
270系

近鉄270系電車（きんてつ270けいでんしゃ）は、近畿日本鉄道（近鉄）が1977年に北勢線用に導入し、現在は同線を継承した三岐鉄道で使用されている電車である。
本項では増備車のモ277形についても記述する。

## 概要

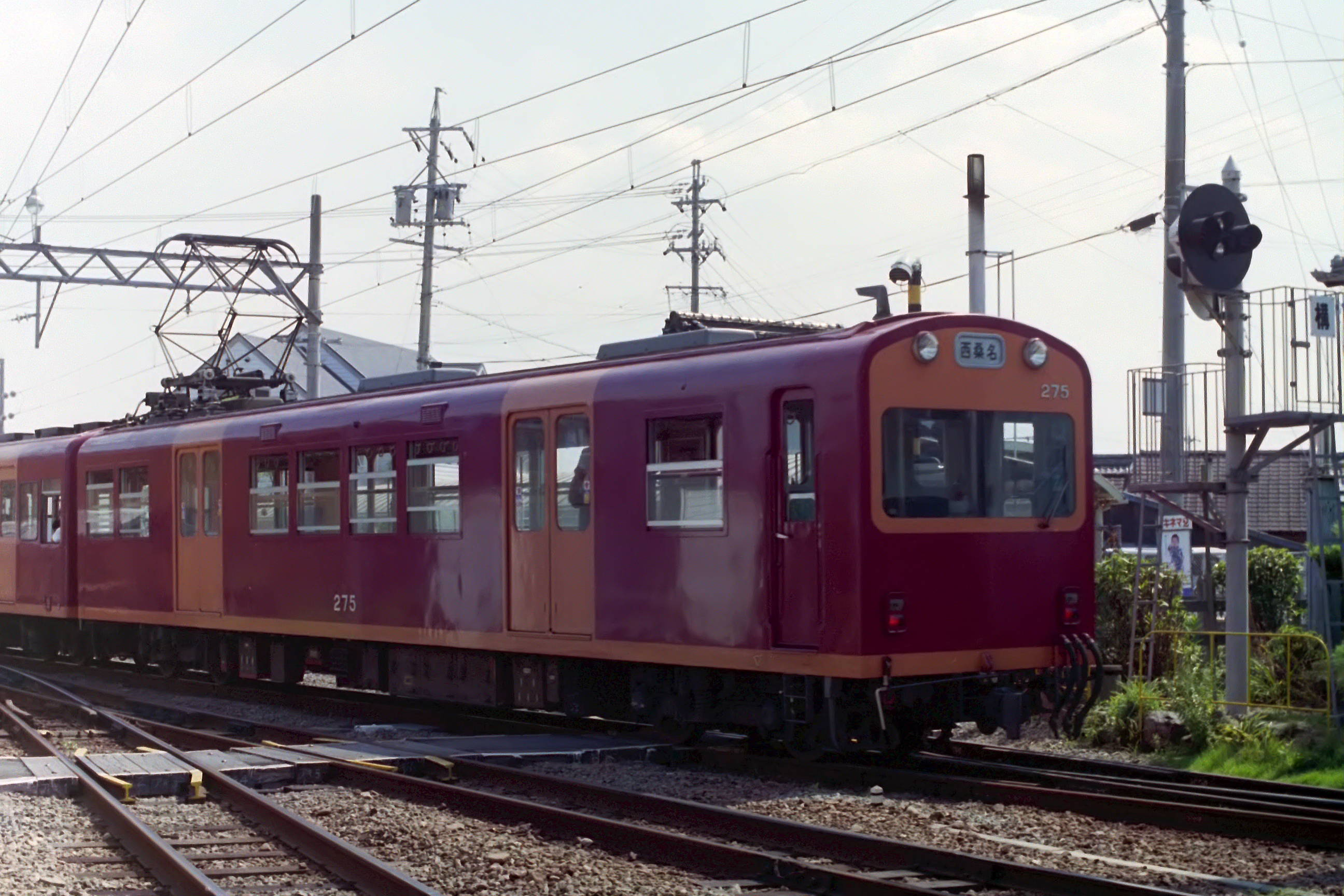
近鉄時代のモ275

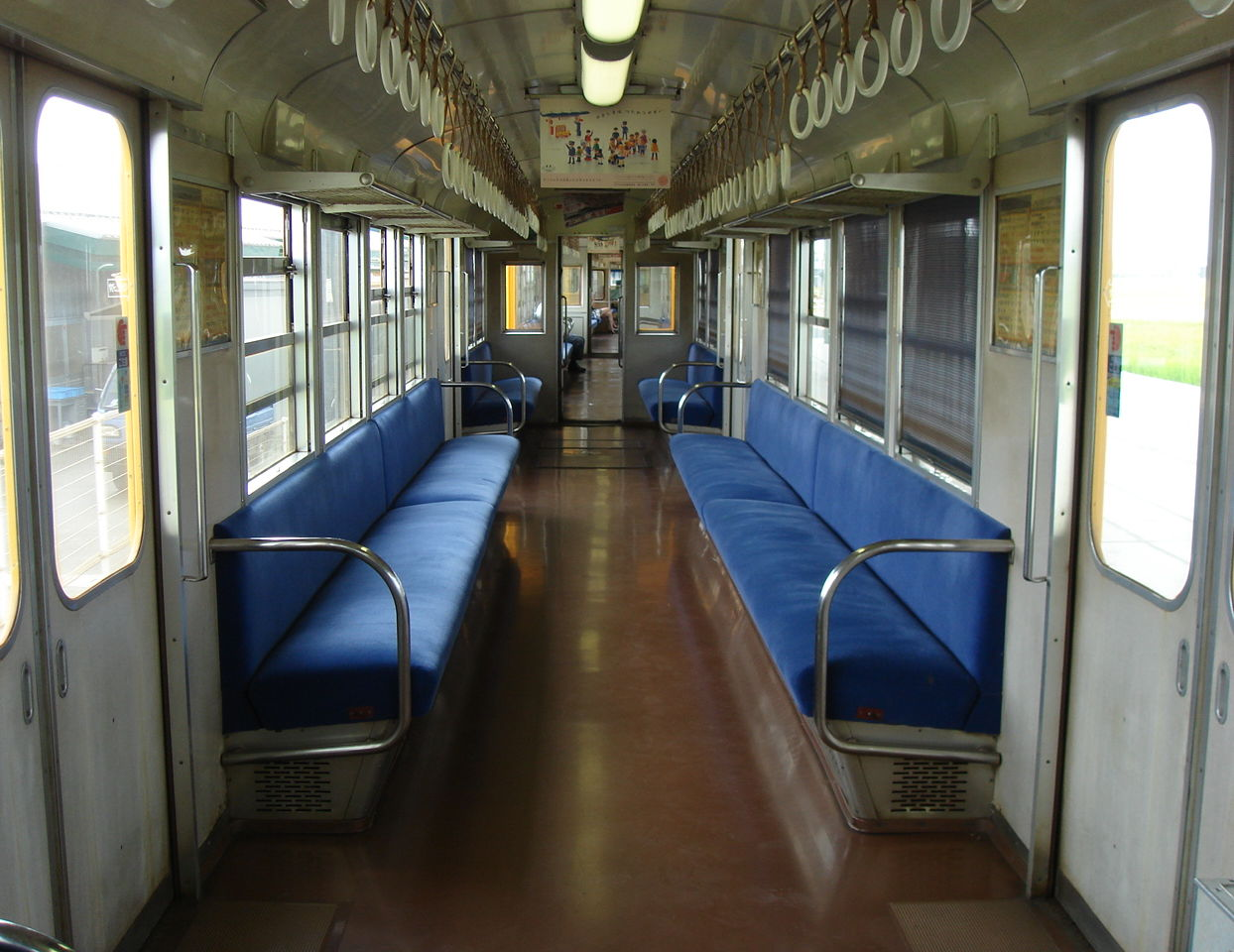
K74編成車内

当時北勢線を有していた近鉄が、同線の近代化事業の一環としてモ270形（制御電動車）271 - 276の6両、ク170形（制御車）171・172の2両、計8両を近畿車輛で製造した。新製当時、冷房装置こそなかったものの、間接式制御器を搭載し、直接式制御器搭載の従来車では不可能であった総括制御を可能としたことで、固定編成化され、両端駅での繁雑な機回し作業が不要になるなど、北勢線の近代化に大きく貢献した。

## 車体
在来車両の車体長が11m程度であったのに対し、270系は車体および機器の徹底的な軽量化で日本国内の762mm軌間（特殊狭軌）用車両としては最長となる15m級全金属製車体を採用した。窓配置は各車ともd1D4D1（d: 乗務員扉、D: 客用扉）となっており、戸袋窓は省略されている。各側窓は一段下降窓を標準としていた近鉄の本線系通勤車とは異なり、腰板に窓袋が無く、メンテナンス性に優れる2段式のユニット窓を備える（これにより側構体の構造が簡略化され軽量化に資すると共に、窓の面積を相対的に広くできる）。一方、客用扉については寸法こそ小さいものの本線並みの両開き扉である。室内はロングシートを採用しており、天井には1960年代後半に本線用非冷房通勤車の標準装備品であった三菱電機製のラインフローファンが搭載されている。

## 主要機器
台車は近畿車輛KD-219（モ270形）・219A（ク170形）で、軽量化を重視してプレス構造の側枠を採用し揺れ枕を省略した軸ばね式台車である。これもまた当時の近鉄本線系車両で標準であったシュリーレン式とは一線を画し、特殊狭軌線の制約に特化したものであった。
主電動機は三菱電機MB-464AR（端子電圧750V時定格出力38kW）で、これをモ270形に各4基吊り掛け式で搭載した。吊り掛け駆動式の採用は、ナローゲージのスペース制約に対応したものである。
制御器は三菱電機ABF電動カム軸式制御器で、三重線（内部線・八王子線・湯の山線）より転属してきたモ200形の日本車輌NCA以来となる間接式自動制御器である。
ブレーキシステムは新造当初中継弁付きのA動作弁によるAMA-R自動空気ブレーキが採用されていたが、部品製造打ち切りに伴うA動作弁の保守困難などから、保安性向上を名目として1991年以降HSC電磁直通ブレーキへの換装工事が実施された。

## 運用
北勢線では阿下喜駅方面に電動車を連結し、西桑名駅方面に数両の付随車を連結し、3 - 4両編成で運用される。編成を組む他の形式は以下の通り。
- ク130形・サ130形
- 200系（元モ200形）
- ク140形・サ140形

## 増備車

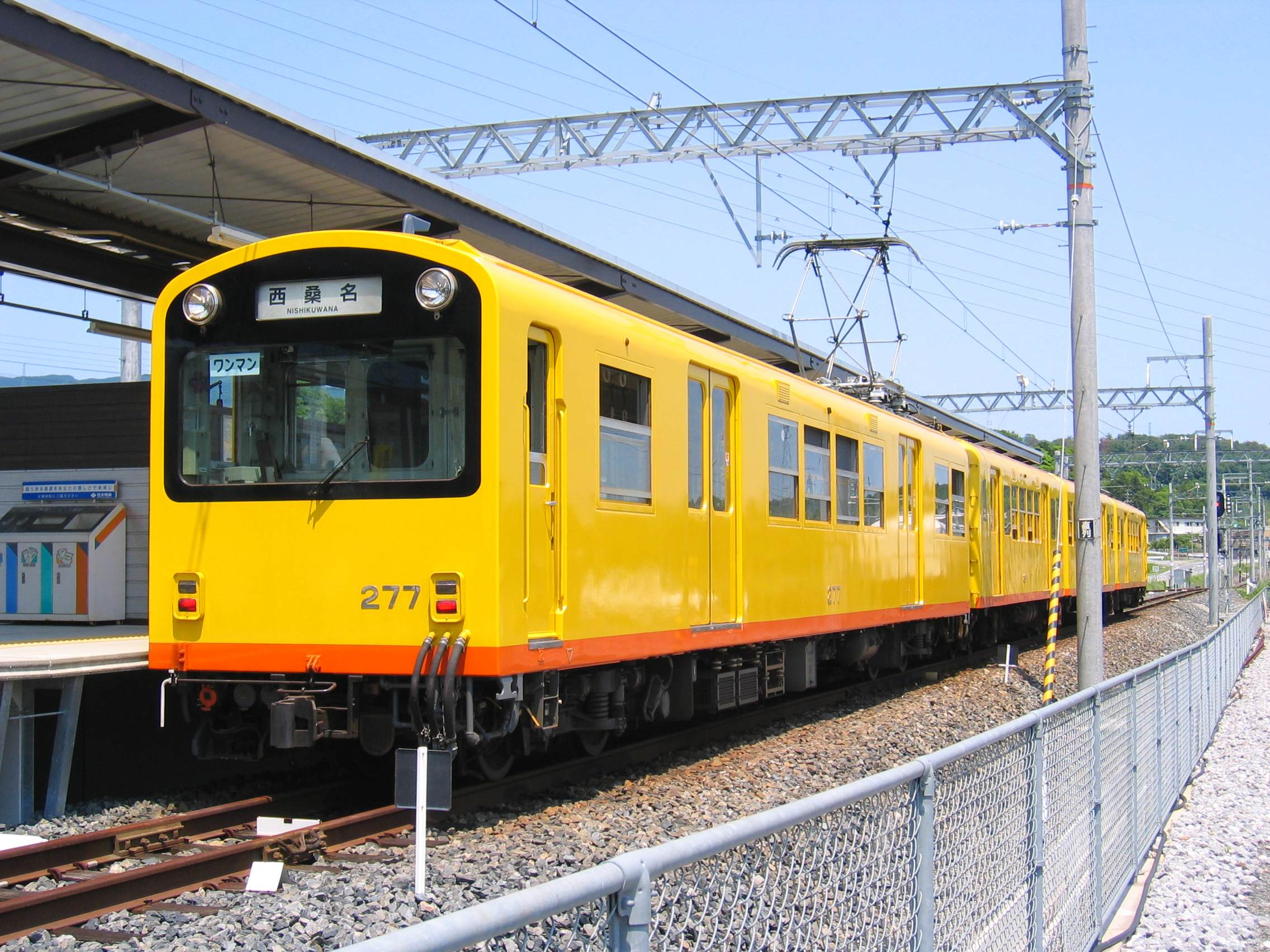
277形電車

1990年に、残存していた北勢鉄道電化以来の旧型車（220系）を置き換えるため、内部線・八王子線用に製造された260系の流れを汲む、モ277形277が1両増備されている。
モ277は従来のモ270に比し、構体構造の更なる軽量化を図っており、運転台に1枚構造の大型フロントガラスを採用するとともに、室内は260系と同様に一人掛けの固定クロスシートを採用しているのが特徴である。なお、本車両は2020年時点において、日本国内の普通鉄道向けでは最後の完全新造による吊り掛け駆動電車である。

## 三岐鉄道移管後
2003年に北勢線が三岐鉄道へ移管されたため、本系列は全車とも同社に帰属することとなった。
2003年には増結用制御車ク140形142・144を付随車化の上、4両固定編成化することにより、4両編成でもワンマン運転が行われるようになった。なお、この付随車化された車両は形式がサ140-1形と変更されている。

### 高速化工事
2005年には同車の高速運転対応工事 (70km/h) の一環で、モ270形の運転台側動力台車をク170形の連結側付随台車と交換し、編成の安定化と各電動車の自重分散を行った編成が現れた（171-146-271）。具体的な改造内容としては、前述の台車交換による主電動機の分散配置、制御段に弱界磁段およびATS制御段を追加したことなどである。ただし、地上側の軌道・信号設備が高速化未対応であるため、現状での運転最高速度は従前通り45km/hにとどまっている。この工事を施工した編成に関しては、モ270形がクモハ270形、ク170形がクモハ170形、サ140形がサハ140形と形式名が変更されている。

### 冷房化工事

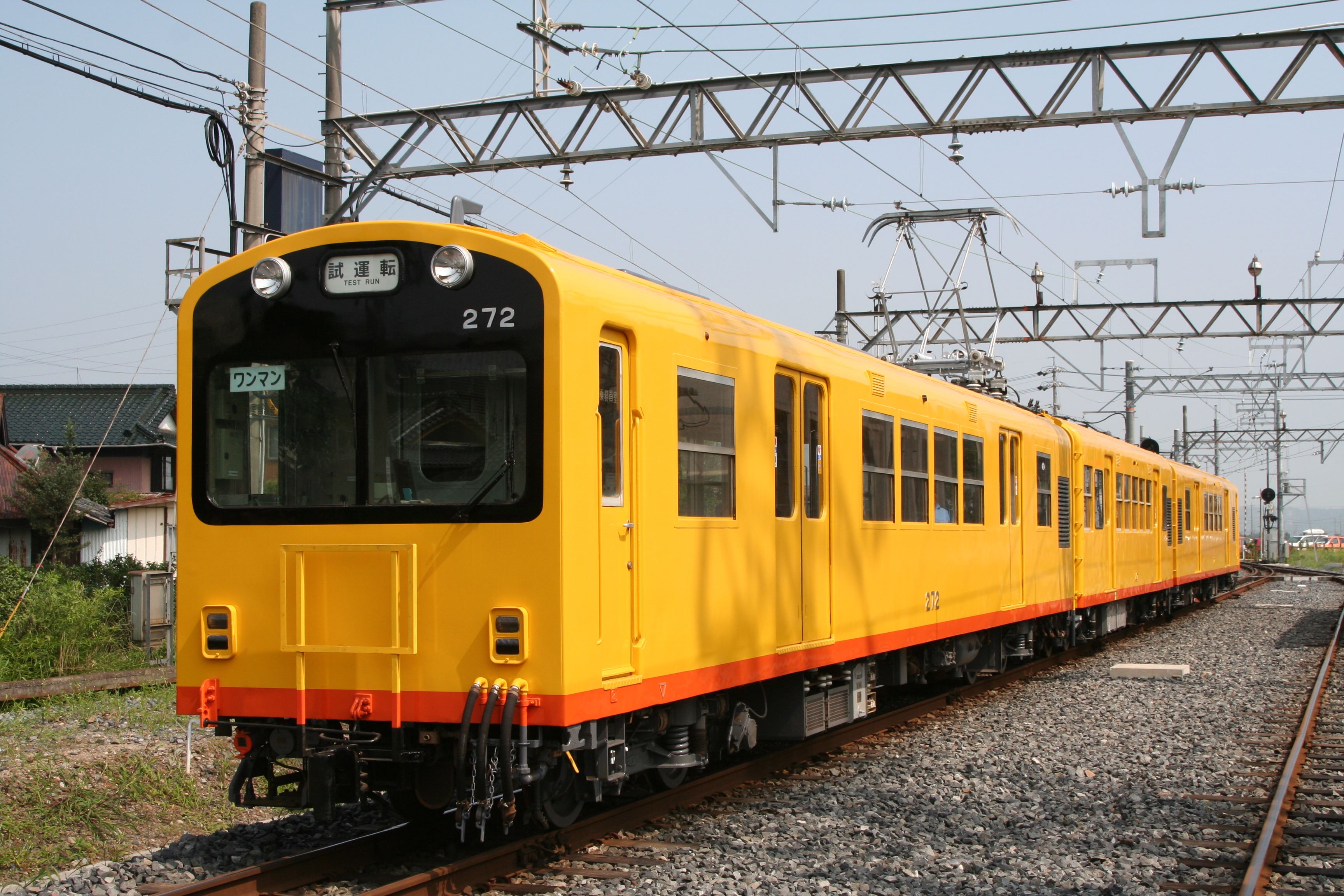
冷房化改造電車（272+147+172号車）

近鉄からの運営移管時は、在籍全車両に冷房装置が搭載されていなかった。移管後に冷房化工事が開始され、2006年8月より冷房車（172-147-272の3両編成1本のみ、同時に高速化対応工事も実施）の営業運転が開始された。その後、2006年12月には既に高速化工事がされていた3両編成1本 (171-146-271)、2007年7月には3両編成1本 (145-138-275)、2008年7月には4両編成1本 (143-137-144-274) 、2008年の暮れ頃には4両編成1本（141‐138‐142‐273）の冷房化工事が実施された（そして、2021年3月末時点では冷房化はこの編成が最後となっている）が、273以降の車両については冷房装置は搭載されず、高速化対応工事のみ実施された。これは、その5両を含む編成の制御車がクハ140形（276編成はクハ130形、277編成はクハ200形）であり電装品の搭載が困難であるため、その5両は主電動機の分散配置が行われず、過大重量となる冷房装置の搭載が見送られているためである。（134‐135‐276、202＝101＝201‐277の2編成に至ってはT車の冷房化すらされていない）この5両についてはクモハ273形の別形式となっている。
なお、冷房装置は制御装置と共にCU46形が搭載されているが、屋根補強による車体重量の増大や重心の引き上げを回避する目的で、客室内の床上に設置されている。本形式は1両当たり2台を搭載する。

## 編成一覧
編成（近鉄時代末期）
- 171 - 146 - 271
- 172 - 147 - 272
- 141 - 136 - 273 (- 142)
- 143 - 137 - 274 (- 144)
- 145 - 138 - 275
- 202 = 101 = 201 - 276
- 134 - 135 - 277

編成（三岐鉄道北勢線時代）
全車両高速化対応。車両番号が太字のものは冷房化車両。（2009年2月現在）
- 171 - 146 - 271
- 172 - 147 - 272
- 141 - 136 - 142 - 273
- 143 - 137 - 144 - 274
- 145 - 138 - 275
- 134 - 135 - 276
- 202 = 101 = 201 - 277